# Wilkinson (Wisconsin)
Wilkinson es un pueblo ubicado en el condado de Rusk en el estado estadounidense de Wisconsin. En el Censo de 2010 tenía una población de 40 habitantes y una densidad poblacional de 0,44 personas por km².

## Geografía
Wilkinson se encuentra ubicado en las coordenadas 45°31′57″N 91°27′47″O / 45.53250, -91.46306. Según la Oficina del Censo de los Estados Unidos, Wilkinson tiene una superficie total de 91.7 km², de la cual 91.08 km² corresponden a tierra firme y (0.68%) 0.62 km² es agua.

## Demografía
Según el censo de 2010, había 40 personas residiendo en Wilkinson. La densidad de población era de 0,44 hab./km². De los 40 habitantes, Wilkinson estaba compuesto por el 95% blancos, el 0% eran afroamericanos, el 2.5% eran amerindios, el 0% eran asiáticos, el 0% eran isleños del Pacífico, el 0% eran de otras razas y el 2.5% pertenecían a dos o más razas. Del total de la población el 0% eran hispanos o latinos de cualquier raza.